# Tridecàedre
Un tridecàedre o tridecaedre és un políedre que té tretze cares. Hi ha moltes formes topològicament diferents de tridecàedres com, per exemple, la piràmide dodecagonal o el prisma hendecagonal.